# أبو العباس الوطاسي
أحمد بن محمد بن محمد الوطاسي المشهور بأبو العباس الوطاسي (? - 1549) سلطان المغرب الوطاسي بين 1526 - 1545 ومجددا بين 1547 - 1549.

## عهده
ثار على عمه علي بن محمد فخلعه في آخر سنة 932 هـ وتولى عرش فاس.
واتفق مع السعديين أصحاب مراكش على أن يكون لهم من تادلة إلى السوس وللوطاسيين من تادلة إلى المغرب الأوسط سنة 940 هـ.
انهزم أبو العباس في معركة سنة 942 هـ أمام السعديين.
في سنة 943 هـ عقد هدنة مع البرتغاليين المسيطرين على آسفي على ثلاث سنين ليتفرغ لقتال السعديين. وعاد السعديون بزعامة محمد الشيخ، ودخلو فاس بعد حرب وحصار سنة 956 هـ وأسرو السلطان أبو العباس فحمل إلى مراكش وظل معتقلا بها إلى أن مات، وحسب الناصري أرسل إلى درعة فقتل.